# آندریا هوبر
آندریا هوبر (انگلیسی: Andrea Huber; ۹ مهٔ ۱۹۷۵ – ) اسکی‌باز صحرانوردی اهل سوئیس بود.
او فعالیت خود را به صورت حرفه ای از 17 سالگی آغاز کرد و بسیار موفق بود. 